# Steven Dierckx
Steven Dierckx (Ronse, 30 mei 1961) is een Vlaams journalist en reporter die voor de radionieuwsdienst van de VRT werkt.
Dierckx studeerde politieke wetenschappen en economie in Leuven en internationale betrekkingen aan de Universiteit van Georgetown. In 1989 ging hij aan de slag voor de VRT als reporter voor het nieuws en het Radio 1-programma Voor de dag.
18 april 2025 was zijn laatste werkdag bij VRT voor hij met pensioen ging.